# Луцій Фенестелла
Луцій Фенестелла (лат. Lucius Fenestella; 52 до н. е. — близько 19) — давньоримський історик часів Римської імперії. Про місце народження немає відомостей. Завдяки прихильності Гая Мецената потрапив до імператорського почту. Фенестелла користувався повагою імператорів Октавіана Августа та Тиберія. Це він використовував для складання свого історичного твору. Помер згідно Плінію Старшому у Кумах, приблизно у 19 році н. е. Був автором латиномовної історичної праці «Аннали» (з 22 томів), що охоплювала період з заснування Риму до часів життя автора. У цій наукровій розвідці сучасники відмічали новий стиль історичного письма. Значна частина приділялася цікавим випадкам, опису звичаїв політичного життя, особливості різних суспільств та громад, приділялася увага історії літератури. Праця Луція Фенестелли використовувалася Плінієм Старшим, Асконієм Педіаном, Плутархом, Луцієм Сенекою Молодшим, Нонієм Марцеллом.